# 木柵忠順廟
木柵忠順廟全名為-財團法人台北市木柵忠順廟，位於台灣台北市文山區中崙路13號，本廟於1967年民國56年改制為財團法人制為木柵地區宮廟化奠下基礎

## 簡介
本廟主祀「保儀大夫」，乃是唐朝名將「張巡」，為唐玄宗時期雍丘縣令。有供奉「觀音佛祖」、「玉封尊王」，龍側偏殿奉祀「關聖帝君」、「斗姥星君及太歲星君」、虎側偏殿配祀-「地藏王菩薩」、「福德正神」。
   保儀大夫、觀音佛祖、玉封尊王三尊神明金身原為陳姓先民於清乾隆年間自福建安溪移民來台開墾時所奉祀，已有二百多年歷史，原以民宅為廟由陳姓族人奉祀，後因神威顯赫香火興盛，演化為地方人士所共同崇敬之神明，故於西元一九二零年由本地仕紳集資建廟，將三尊神明共同祀奉，初名稱為『保儀大夫廟』。
   後因木質廟宇經歷颱風蟲蛀與戰亂，西元一九五零年由保儀大夫公盟份改組為忠順廟管理委員會，並於一九五三年重建鋼筋水泥之現有大殿，主殿座分五殿以奉祀保儀大夫與配祀眾神，為期傳承大夫公信仰與永續發展，遂於一九六七年成立財團法人建立地方公廟制度。

## 祀神

### 保儀大夫
主神保儀大夫名為張巡，唐朝鄧州南陽（今河南鄭州）人，生於唐中宗景龍三年，歲次己酉年，西元七零九年，卒於唐肅宗至德二年，歲次丁酉年十月癸丑日（初九），西元七五七年，享年四十九歲。
   五代時期福州節度使王審知將河南十 一萬戶移民閩境，軍民奉保儀大夫之信仰來福建，後陳姓先民渡海來台也就將此張巡許遠雙忠信仰帶到台疆，早年農田經常遭受蟲害，影響農收無以為計，紛紛赴廟祝禱迎請保儀大夫神像繞境，而所經之處蟲害盡除，也因此在北台灣來木柵恭請大夫公神像遶境者竟逾三百餘村莊，每逢秋收冬藏之季，即搭戲台迎請大夫公蒞境賜福，以表感恩之意。
   而在福建安溪一帶，習慣稱呼崇敬之家族神明為「尪公」，其即家中長輩之意，而傳沿此習來台，大家也暱稱保儀大夫為「尪公」，而在傳統巡視田園也多以小轎迎請大夫公繞行田埂之間，以期豐收不受蟲害，田園遠望，看到大夫公的神輦巡視莊稼，人們也都盼望的呼喊著「尪公來了」，雙手合十感恩大夫公的賜福與照顧！

## 廟貌
忠順廟於1920年現址經歷三次改建，今為位於台北市文山區之美輪美奐廟宇建築。每年農曆三月舉辦迎尪公巡田園，農曆四月初七舉辦遶境，農曆四月十日聖誕三獻禮保儀大夫平安祭為台北宗教盛事。